# Championnat d'Amérique du Sud féminin de volley-ball 2013
Navigation
Édition précédente Édition suivante
Le 30e championnat d'Amérique du Sud de volley-ball féminin se déroulera du 16 septembre 2013 au 22 septembre 2013 à Ica, Pérou. Il mettra aux prises les six meilleures équipes continentales.

L'équipe championne sera qualifiée directement pour le World Grand Champions Cup 2013 ainsi que pour le Championnat du monde 2014. Les 3 meilleures équipes autre que le champion et l'Argentine (déjà qualifiée en tant que pays hôte) seront qualifiées pour le tournoi de qualification au Championnat du monde 2014. Si l'Argentine devient championne d'Amérique du Sud, les 4 autres meilleures équipes se disputeront la dernière place qualificative pour le Championnat du Monde et la ville hôte sera modifiée.

## Équipes présentes
- Argentine
- Brésil
- Chili
- Colombie
- Pérou
- Venezuela

Les équipes suivantes ont décliné l'invitation : 
- Bolivie
- Équateur
- Paraguay
- Uruguay

## Compétition
La compétition se déroule sous la forme d'un championnat en round-robin où chaque équipe affronte les 5 autres une fois.

### Classement
| # | Équipe    | Pts | J | G | Gt | Pt | P | Sp | Sc | Ratio | Pp  | Pc  | Ratio |
| 1 | Brésil    | 15  | 5 | 5 | 0  | 0  | 0 | 15 | 0  | MAX   | 375 | 190 | 1.974 |
| 2 | Argentine | 11  | 5 | 3 | 1  | 0  | 1 | 12 | 7  | 1.714 | 397 | 405 | 0.98  |
| 3 | Pérou     | 8   | 5 | 2 | 1  | 0  | 2 | 10 | 9  | 1.111 | 402 | 402 | 1     |
| 4 | Colombie  | 8   | 5 | 2 | 0  | 2  | 1 | 10 | 10 | 1     | 426 | 429 | 0.993 |
| 5 | Venezuela | 3   | 5 | 1 | 0  | 0  | 4 | 6  | 12 | 0.5   | 367 | 415 | 0.884 |
| 6 | Chili     | 0   | 5 | 0 | 0  | 0  | 5 | 0  | 15 | 0     | 249 | 375 | 0.664 |

## Classement final
| Place              | Équipe    |
| ------------------ | --------- |
| Médaille d'or      | Brésil    |
| Médaille d'argent  | Argentine |
| Médaille de bronze | Pérou     |
| 4                  | Colombie  |
| 5                  | Venezuela |
| 6                  | Chili     |

## Distinctions individuelles
- MVP : Madelaynne Montaño
- Meilleure attaquante : Sheilla Castro
- Meilleures centrales : Mirtha Uribe  et Fabiana Claudino
- Meilleure passeuse : Ahizar Zuniaga
- Meilleures réceptionneuse/attaquante : Karla Ortiz  et Fernanda Garay
- Meilleure libero : Fabiana de Oliveira